# Diego Cortés
Diego Cortés (Tordera, 1956) és un guitarrista i compositor de música rumba i flamenc.

## Trajectòria
Nascut en el si d'una família gitana amb llarga tradició flamenca, el pare era guitarrista i la mare bailaora, als nou anys debutà en un conegut tablao de Barcelona. Amb disset anys, i havent estudiat tots els estils flamencs, començà una reeixida gira d'un any pels Estats Units d'Amèrica de la qual tornà carregat de noves idees. A partir d'aquell moment, començà a compondre la seva pròpia música, amb influències del jazz, el funk i el rock.
Ja sigui com a solista o acompanyat de Jaleo, KeJaleo o Albert Pla, ha actuat en els principals teatres del país i de l'estranger, com el Mercat de les Flors, el Palau de la Música Catalana o el Madison Square Garden, i en festivals com el de Jazz de Barcelona, el Mercat de Música Viva de Vic, el Festival Acústica Figueres o el Viña Rock. Al llarg dels anys, Diego Cortés ha compartit cartell amb figures musicals de renom internacional com Carlos Santana, Celia Cruz, Ramones, Mike Oldfield o Paco de Lucía.